# Don Freeland
 Don Freeland  és un pilot estatunidenc de curses automobilístiques nascut el 25 de març del 1925 a Los Angeles, Califòrnia.
Don Freeland va fer de mecànic a la marina a la Segona Guerra Mundial i, després de llicenciar-se, va començar a córrer a la Champ Car a les temporades 1952-1962, incloent-hi la cursa de les 500 milles d'Indianapolis dels anys 1953-1960.
Don Freeland va morir el 2 de novembre del 2007 a San Diego, Califòrnia a l'edat de 82 anys.

## Resultats a l'Indy 500
| Any    | Cotxe  | Sortida | Vel. mitja | Ranking | Final  | Voltes | V. Líder | Retirat             |
| ------ | ------ | ------- | ---------- | ------- | ------ | ------ | -------- | ------------------- |
| 1953   | 38     | 15      | 136.867    | 12      | 27     | 76     | 0        | Accident            |
| 1954   | 7      | 6       | 138.339    | 17      | 7      | 200    | 0        | Va acabar           |
| 1955   | 12     | 21      | 139.866    | 14      | 15     | 178    | 3        | Transmissió         |
| 1956   | 16     | 26      | 141.699    | 22      | 3      | 200    | 4        | Va acabar           |
| 1957   | 3      | 21      | 139.649    | 33      | 17     | 192    | 0        | Bandera(fora temps) |
| 1958   | 26     | 13      | 143.033    | 17      | 7      | 200    | 0        | Va acabar           |
| 1959   | 15     | 25      | 143.056    | 14      | 22     | 136    | 0        | Motor               |
| 1960   | 73     | 11      | 144.352    | 14      | 22     | 129    | 0        | Magneto             |
| Totals | Totals | Totals  | Totals     | Totals  | Totals | 1311   | 7        |                     |

| Sortides     | 8 |
| Poles        | 0 |
| Voltes líder | 7 |
| Victòries    | 0 |
| Top 5        | 1 |
| Top 10       | 3 |
| Retirat      | 4 |

## A la F1
El Gran Premi d'Indianapolis 500 va formar part del calendari del campionat del món de la Fórmula 1 entre les temporades 1950 a la 1960.
Els pilots que competien a la Indy durant aquests anys també eren comptabilitzats pel campionat de la F1.
Don Freeland va participar en 8 curses de F1 (del 1953 al 1960), debutant al Gran Premi d'Indianapolis 500 del 1953.

### Palmarès a la F1
- Participacions: 8
- Poles: 0
- Voltes Ràpides: 0
- Victòries: 0
- Podiums: 1
- Punts vàlids per la F1: 4